# Il Giudizio Universale (oratorio)
Il Giudizio Universale è un oratorio, o poema sinfonico, per solisti, coro e orchestra composto e diretto da Lorenzo Perosi su testo di Pietro Metastasio e Giuliano Salvadori. È stato eseguito per la prima volta l'8 aprile 1904 al Teatro Costanzi di Roma.
Perosi diede inizio alla composizione del suo nono oratorio (decimo corale sinfonico, contando il precedente Stabat Mater), Il Giudizio Universale, nel novembre 1902, mentre, durante un viaggio in treno tra Firenze e Pistoia, si dirigeva alla sua città natale Borgo a Buggiano. Qui avrebbe continuato la sua scrittura, per terminarla successivamente nelle stanze messe a sua disposizione in Vaticano da Pio X. Dopo aver assistito alla prima della prova generale, tenutasi nella Sala Regia vaticana, il pontefice, entusiasta, disse all'autore: "Ho trascorso un'ora in paradiso".
La prima assoluta si svolse in occasione dei festeggiamenti dedicati a San Gregorio Magno, in un concerto che prendeva le mosse dalla prima esecuzione italiana del suo Stabat Mater e diretto da Perosi stesso. Nonostante i prezzi altissimi, tutti i posti furono occupati.
Sembra che la partitura piacesse a Mascagni, il quale non si privava di scherzare boriosamente al riguardo. Celebre fu la replica eseguita nell'aprile del 1950 alla Pontificia Università Gregoriana Romana, con lo stesso Perosi alla direzione dell'Orchestra e del Coro dell'Accademia Nazionale di Santa Cecilia, affiancati da un'équipe di cantanti solisti, tra i quali emergevano Gianna Pederzini e Beniamino Gigli. Tale versione fu diffusa da una trasmissione della Radio Vaticana, la quale beneficia di un'edizione omogenea. Altresì memorabile l'interpretazione proposta nel 1964 alla presenza di Paolo VI, il quale diede il segnale per cominciare ad applaudire.

## Struttura
L'oratorio si articola in dieci parti:
- Preludio
- Quadro sinfonica
- Profezia
- Beatitudini
- Benedizione
- Inno di gratitudine
- L'inno della pace
- Maledizione
- Discesa dei dannati
- Inno di giustizia[2]